# 対馬市立南陽小学校
対馬市立南陽小学校（つしましりつ なんようしょうがっこう, Tsushima City Nanyo Elementary School）は、長崎県対馬市上対馬町
一重にあった公立小学校。
2014年（平成26年）3月末をもって閉校となった。

## 概要
歴史
1993年（平成5年）に当時上対馬町の小学校3校（一重小学校・琴小学校・小鹿小学校）の統合により開校した。校地は旧・一重小学校を使用していた。2014年（平成26年）3月に閉校し、統合から21年の歴史に幕を下ろした。

校章
中央に「小」の文字を置いている。
校歌
作詞は辻加壽彬、作曲は熊本一樹による。歌詞は3番まであり、3番の最後に校名の「南陽小」が登場する。
校区
住所表記で対馬市上対馬町の後に「茂木（もぎ）、琴（きん）、芦見（あしみ）、一重（ひとえ）、小鹿（おしか）」が続く地区。
中学校区は対馬市立東部中学校。

## 沿革
旧・一重小学校（ひとえ）

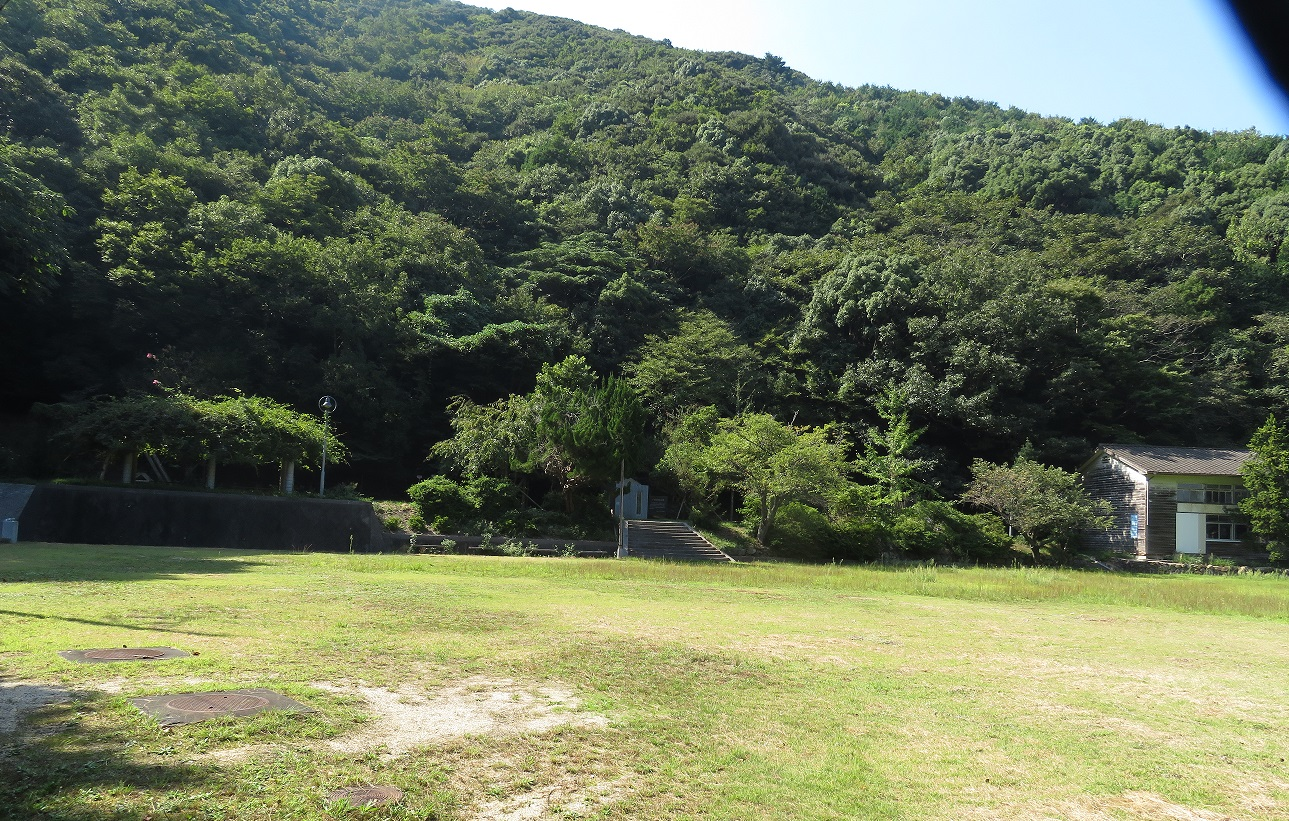
旧・小鹿小学校

- 1874年（明治7年）- 「第五大学区第四中学区[5]小鹿小学校」が小鹿村に開校。後に村合併により「芦見小学校」に改称。
- 1884年（明治17年）- 「仁田学区公立中等仁田小学校一重分校」となる。
- 1887年（明治20年）- 小学校令により、「仁田学区簡易一重小学校」に改称。
- 1890年（明治23年）-「琴学区尋常一重小学校」に改称。後に「一重尋常小学校」となる。
- 1908年（明治41年）- 義務教育期間が尋常科4年から尋常科6年に延長される。
- 1918年（大正7年）- 琴尋常高等小学校より高等科を移管され「一重尋常高等小学校」に改称。尋常科6ヶ年、高等科2ヶ年。小鹿尋常小学校を統合し、小鹿分教場とする。
- 1941年（昭和16年）4月1日 - 国民学校令により、「一重国民学校」に改称。尋常科を初等科に改称（初等科6年、高等科3年）。小鹿分教場を小鹿分校とする。
- 1947年（昭和22年）4月1日 - 学制改革（六・三制の実施）
  - 旧・国民学校の初等科が改組され、「琴村立一重小学校」となる。
  - 旧・国民学校の高等科が改組され、琴村立一重中学校（新制中学校）となり、小学校に併設される。
- 1949年（昭和24年）4月1日 - 小鹿分校が分離し、琴村立小鹿小学校として独立。
- 1955年（昭和30年）1月1日 - 上対馬町[6]の発足により、「上対馬町立一重小学校（・中学校）」に改称。
- 1970年（昭和45年）- 鉄筋コンクリート造2階建ての中学校校舎が完成。
- 1971年（昭和46年）- 小学校新校舎が完成。
- 1974年（昭和49年）- 体育館が完成。
- 1979年（昭和54年）- 特別教室が完成。
- 1993年（平成5年）3月31日 - 中学校とともに閉校。119年の歴史に幕を閉じる。

旧・琴小学校（きん）
- 1874年（明治7年）- 「第五大学区第四中学区琴村学校」として開校。
- 1884年（明治17年）- 「仁田学区公立中等仁田小学校琴分校」となる。
- 1886年（明治19年）- 小学校令により、「仁田学区簡易琴小学校」に改称。
- 1891年（明治24年）- 「琴学区尋常琴小学校」に改称。後に「琴尋常小学校」と改称。
- 1906年（明治39年）- 高等科を併置し、「琴尋常高等小学校」に改称。
- 1908年（明治41年）- 義務教育期間が尋常科4年から尋常科6年に延長されたことにより、高等科を廃止し、再び「琴尋常小学校」となる。
- 1911年（明治44年）- 高等科を併置し、再び「琴尋常高等小学校」に改称。
- 1918年（大正7年）- 高等科を一重尋常小学校に移管し、「琴尋常小学校」（3度目）となる。
- 1921年（大正10年）- 校舎が完成。
- 1923年（大正13年）- 高等科が復活し、「琴尋常高等小学校」（3度目）となる。
- 1941年（昭和16年）4月1日 - 国民学校令により、「琴国民学校」に改称。尋常科を初等科に改める。
- 1944年（昭和19年） - 第二校舎が完成。
- 1947年（昭和22年）4月1日 - 学制改革（六・三制の実施）により、旧国民学校の初等科を「琴村立琴小学校」とし、高等科を琴村立琴中学校（新制中学校）とし小学校に併設。
- 1950年（昭和25年）- 第二校舎2階部分を増築。
- 1955年（昭和30年）1月1日 - 上対馬町の発足により、「上対馬町立琴小学校（・中学校）」に改称。
- 1964年（昭和39年）- 新校舎が完成し移転。
- 1965年（昭和40年）- へき地集会所（講堂）が完成。
- 1966年（昭和41年）- 運動場を整備。
- 1969年（昭和44年）- 特別教室が完成。
- 1993年（平成5年）3月31日 - 中学校とともに閉校。119年の歴史に幕を閉じる（北緯34度33分30.4秒 東経129度27分25.8秒 / 北緯34.558444度 東経129.457167度）。

旧・小鹿小学校（おしか）
- 1874年（明治7年）- 「第五大学区第四中学区小鹿学校」として開校。
- 1880年（明治13年）- 「仁田学区公立中等仁田小学校小鹿分校」となる。
- 1886年（明治19年）- 小学校令により、「仁田学区簡易小鹿小学校」に改称。
- 1893年（明治26年）- 「琴学区尋常小鹿小学校」に改称。後に「小鹿尋常小学校」と改称。
- 1896年（明治29年）- 校舎が完成。
- 1905年（明治38年）- 小鹿農業補習学校を併設。
- 1908年（明治41年）- 義務教育期間が尋常科4年から尋常科6年に延長。
- 1909年（明治42年）- 神社境内に新校舎が完成し移転。
- 1918年（大正7年）- 統合により「一重尋常高等小学校小鹿分教場」となる。
- 1941年（昭和16年）4月1日 - 国民学校令により、「一重国民学校小鹿分校」に改称。尋常科を初等科に改める。
- 1947年（昭和22年）4月1日 - 学制改革（六・三制の実施）により、「琴村立一重小学校小鹿分校」となる。
- 1949年（昭和24年）4月1日 - 琴村立一重小学校より分離し、「琴村立小鹿小学校」として独立。
- 1950年（昭和25年）- 校舎を新築し、移転。
- 1955年（昭和30年）1月1日 - 上対馬町の発足により、「上対馬町立小鹿小学校」に改称。
- 1966年（昭和41年）- へき地集会所（講堂）が完成。
- 1993年（平成5年）3月31日 - 119年の歴史に幕を閉じる。閉校後跡地は「小学校跡地公園」として整備されている（北緯34度30分49.3秒 東経129度25分53.3秒 / 北緯34.513694度 東経129.431472度）[7]。

南陽小学校（・中学校）

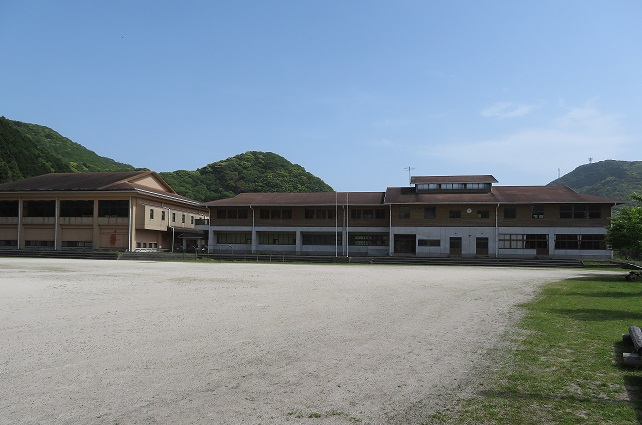
南陽中学校跡

- 1993年（平成5年）4月1日 - 以上の3校を統合し、「上対馬町立南陽小学校」が開校。旧・一重小中学校の校地・校舎を使用。
  - この時、一重と琴の中学校2校も統合され「上対馬町立南陽中学校」が開校。旧・琴小中学校の校地を使用。
- 2004年（平成16年）3月1日 - 対馬市の発足により、「対馬市立南陽小学校（・中学校）」（最終名）に改称。
- 2011年（平成23年）4月1日 - 対馬市立南陽中学校の閉校により、中学校区が対馬市立東部中学校となる。
- 2014年（平成26年）3月31日 - 対馬市立東小学校への統合により、閉校。

## アクセス
最寄りのバス停
- 対馬交通 「一重」バス停

最寄りの道路
- 長崎県道39号上対馬豊玉線

最寄りの港
- 比田勝港
  - 九州郵船
    - 博多港（福岡県福岡市）へフェリーうみてらしを運航。
    - 厳原港（対馬市南部）・芦辺港（壱岐市）・郷ノ浦町（壱岐市）・博多港の間にジェットフォイルヴィーナスを運航。

  - 大亜高速海運・JR九州高速船等が釜山港との間に高速船を運航。

## 周辺
- 対馬市立一重へき地保育所
- 一重簡易郵便局
- 対馬北警察署一重警察官駐在所（2006年（平成18年）琴駐在所に統合）